# Gonomyia (Paralipophleps) guayaquilensis
Gonomyia (Paralipophleps) guayaquilensis is een tweevleugelige uit de familie steltmuggen (Limoniidae). De soort komt voor in het Neotropisch gebied.